# Versatile 460 Delta Track
Versatile 460 Delta Track (Versatile 460DT) — универсально-пропашной 4-гусеничный трактор сельскохозяйственного назначения серии «DT» (Delta Track) группы компаний Ростсельмаш.
Прецизионный гусеничный ход трактора Versatile 460 Delta Track отмечен золотой медалью конкурса инноваций, проходившего в рамках международной специализированной выставки сельхозтехники Агросалон (2016): «за внедрение не имеющей аналогов независимой подвески опорных роликов, обеспечивающей экологическую безопасность и непревзойдённый комфорт без использования дополнительных средств амортизации».

## Основные особенности подвески
- Независимая подвеска опорных роликов с двумя степенями свободы (обеспечивает идеальное копирование поверхности верхнего слоя почвы, эффективно распределяя вес трактора по всему пятну контакта, снижает уплотнение почвы, повышает тяговый потенциал трактора, снижает расход топлива).
- Система натяжения гусениц не требует обслуживания[1][5].